# 釋通慧
釋通慧（1927年 - 2013年），俗姓唐，名振幫，中國四川遂寧市蓬菜鎮人，圓寂前指示弟子三年後當眾起缸。2016年6月12日吉时開缸。起缸後，老和尚肉身完整，表肉身菩薩，現在供奉於中國四川廣漢龍居寺的馬祖殿。

## 生平
通慧老和尚1922年3月5日出生，從小即隨父母茹素。1931年，在蓬溪金文寺出家。1940年於寶光寺從妙能法師受具足戒。1941年跟隨能海上師於成都淨慈寺參學。1942年四川廣漢龍居寺。文革期間龍居寺僧人被解散，廟產被沒收，寺廟毀壞，1986年廣漢龍居寺開放後，通慧法師擔任第一個住持。對整個寺廟全面整修，新建了羅漢堂，大雄寶殿，藏經樓，住宿樓，恢復重建山門，修復了地藏殿，天王殿，鐘鼓樓等。2013年2月26日晚上8點40分圓寂，之後封存缸中，示寂前指示弟子三年後當眾起缸。2016年6月12日開缸，肉身完整如好，表肉身菩薩。

## 法承

### 師長
- 釋妙能
- 釋能海
- 釋戒源

### 弟子
- 釋心安

## 外部鏈結
- （中文）通慧长老肉身宝殿尊基仪式 （页面存档备份，存于）
- （中文）四川广汉一老和尚圆寂三年肉身未腐,成肉身菩萨![永久]